# 마스다 다다토시
마스다 다다토시(일본어: 増田 忠俊, 1973년 12월 25일 ~ )는 일본의 전 축구 선수이다.

## 구단 경력
1992년 J1리그의 가시마 앤틀러스에 입단했다. 1996년과 1998년 2번의 J1리그 우승을 차지했다. 2000년까지 148경기에 출전하여, 27득점을 넣었다. 2000년 6월 FC 도쿄로 이적했다. 2002년 제프 유나이티드 이치하라로 이적했다. 2003년부터 2005년까지 가시와 레이솔에서 뛰었다. 2006년 오이타 트리니타로 이적했다. 2006년후 현역 은퇴.

## 국가대표팀 경력
그는 1998년 2월 15일 오스트레일리아과의 경기에서 일본 국가대표팀에 데뷔했다.

## 통계
| 일본 | 일본 | 일본 |
| 연도 | 출전 | 득점 |
| ---- | ---- | ---- |
| 1998 | 1    | 0    |
| 통산 | 1    | 0    |